# Карон (Воклюз)
Каро́н (фр. Caromb) — коммуна во французском департаменте Воклюз региона Прованс — Альпы — Лазурный Берег. Относится к кантону Карпантра-Нор. 

## Географическое положение

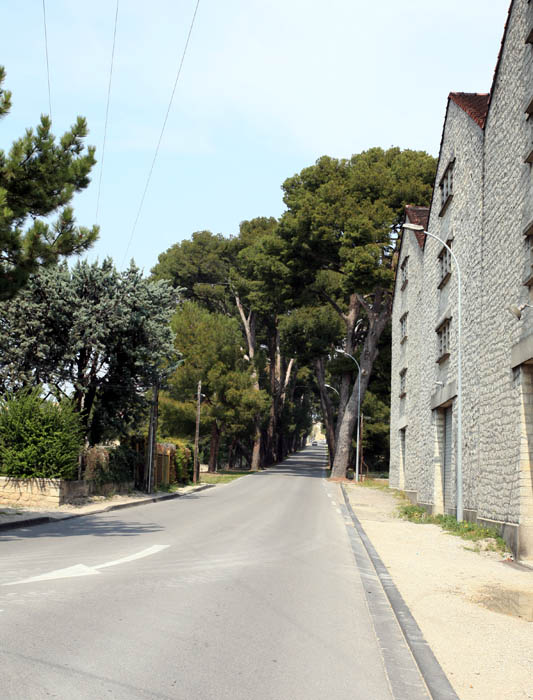
Въезд в Карон стороны Карпантра.

Карон расположен в 30 км к юго-востоку от Авиньона и к северо-востоку от Карпантра. Соседние коммуны: Ле-Барру на севере, Крийон-ле-Брав на востоке, Моден и Сен-Пьер-де-Вассоль на юго-востоке, Сен-Ипполит-ле-Гравейрон на северо-западе. Город находится у подножия горы Ванту.

### Гидрография
Через коммуну протекает река Мед на юге и её приток Малагрон на востоке. На западном крае Карона течёт другой приток Меда Брегу и приток последнего Гуредон.
Кроме этого в окрестностях коммуны находится искусственное озеро Лак-дю-Пати, образованное в результате сооружения дамбы, возведённой в 1764—1766 годах для орошения.

## Демография
Население коммуны на 2010 год составляло 3179 человек.
| 1962 | 1968 | 1975 | 1982 | 1990 | 1999 | 2010 |
| ---- | ---- | ---- | ---- | ---- | ---- | ---- |
| 1763 | 1901 | 2114 | 2266 | 2640 | 3116 | 3179 |

## Спорт
Через Карон проходит трасса международного турнира Тур де Франс.